# Severomorsk-1
Severomorsk-1 (IATA: -, ICAO: ULAK) (även känd som Safonovo och Severomorsk) är en marinflygbas i Murmansk oblast i Ryssland, och ligger cirka 4 km söder om Severomorsk. 

## Bakgrund
Flygbasen är den näst största efter Olenyas flygbas på Kolahalvön och är konstruerad för att rymma upptill 40 bombflygplan samt ett mindre antal jaktflygplan. Flygbasen har haft förband, som opererat med Tupolev Tu-22M, Tupolev Tu-16 och Iljusjin Il-38.
Flygbasen kommer under 2012 att byggas ut i form av att rullbanan förlängs från 3000 till 3500 meter. Vidare kommer rullbanan att förses med nya taxibanor och flygplansuppställningsplatser samt att inflygningssystemet modifieras.

### Översättningar
Den här artikeln är helt eller delvis baserad på material från engelskspråkiga Wikipedia, Severomorsk-1, 7 februari 2012.